# Benamargosa
Benamargosa é um município da Espanha na província de Málaga, comunidade autónoma da Andaluzia, de área 12 km² com população de 1631 habitantes (2007) e densidade populacional de 135,92 hab./km².

## Demografia
| Variação demográfica do município entre 1991 e 2004 | Variação demográfica do município entre 1991 e 2004 | Variação demográfica do município entre 1991 e 2004 | Variação demográfica do município entre 1991 e 2004 |
| --------------------------------------------------- | --------------------------------------------------- | --------------------------------------------------- | --------------------------------------------------- |
| 1991                                                | 1996                                                | 2001                                                | 2004                                                |
| 1654                                                | 1590                                                | 1517                                                | 1539                                                |